# 612 Veronika
A 612 Veronika egy a Naprendszer kisbolygói közül, amit August Kopff fedezett fel 1906. október 8-án.
Nincs jele annak, hogy Antoine de Saint-Exupéry konkrétan erre az égitestre gondolt volna A kis hercegben, amikor azt írja, hogy főhőse a B-612-es kisbolygóról érkezett. A könyv 1943-ban jelent meg, ekkor a Veronika már több évtizede ismert volt, de a felfedezés körülményei és a B- betűjelzés nem illenek rá.